# Friedrich Rückert
Friedrich Rückert (16. května 1788, Schweinfurt – 31. ledna 1866, Neuses) byl německý básník, překladatel a profesor orientálních jazyků. Ovládal 30 jazyků a prosadil se především jako překladatel orientální poezie a jako autor básní v duchu orientálních mistrů.

## Život
Rückert se narodil ve Schweinfurtu a byl nejstarším synem právníka. Vzdělání získal na místním gymnáziu a na univerzitách ve Würzburgu a Heidelbergu. Od roku 1816 do roku 1817 pracoval v redakci listu Morgenblatt ve Stuttgartu. Téměř celý rok 1818 strávil v Římě a poté žil několik let v Coburgu (1820–1826). V roce 1821 se tam oženil s Luise Wiethaus-Fischer. V roce 1826 byl jmenován profesorem orientálních jazyků na univerzitě v Erlangenu a v roce 1841 byl povolán na podobnou pozici v Berlíně. V roce 1849 na profesuru v Berlíně rezignoval a odstěhoval se na svůj statek v Neuses (nyní část Coburgu).
Když Rückert zahájil svou literární kariéru, Německo bojovalo proti Napoleonovi, což se odrazilo v jeho prvním díle Deutsche Gedichte (Německé básně), vydaném v roce 1814 pod pseudonymem Freimund Raimar. V roce 1822 vydal sbírku básní Östliche Rosen (Východní růže) a v letech 1834 až 1838 Gesammelte Gedichte (Sebrané básně).
Nejpropracovanější z jeho děl je Die Weisheit des Brahmanen (Moudrost bráhmanů), vydané v šesti svazcích v letech 1836 až 1839.
Rückertova poezie byla velkou inspirací pro hudební skladatele. Mezi skladatele, kteří zhudebnili jeho poezii, patří Franz Schubert, Robert a Clara Schumannovi, Johannes Brahms, Josef Rheinberger, Gustav Mahler (písňové cykly Písně o mrtvých dětech, Rückertovy písně), Max Reger, Richard Strauss, Alexander Zemlinsky, Paul Hindemith, Béla Bartók, Alban Berg, Hugo Wolf, Heinrich Kaspar Schmid a Jah Wobble.

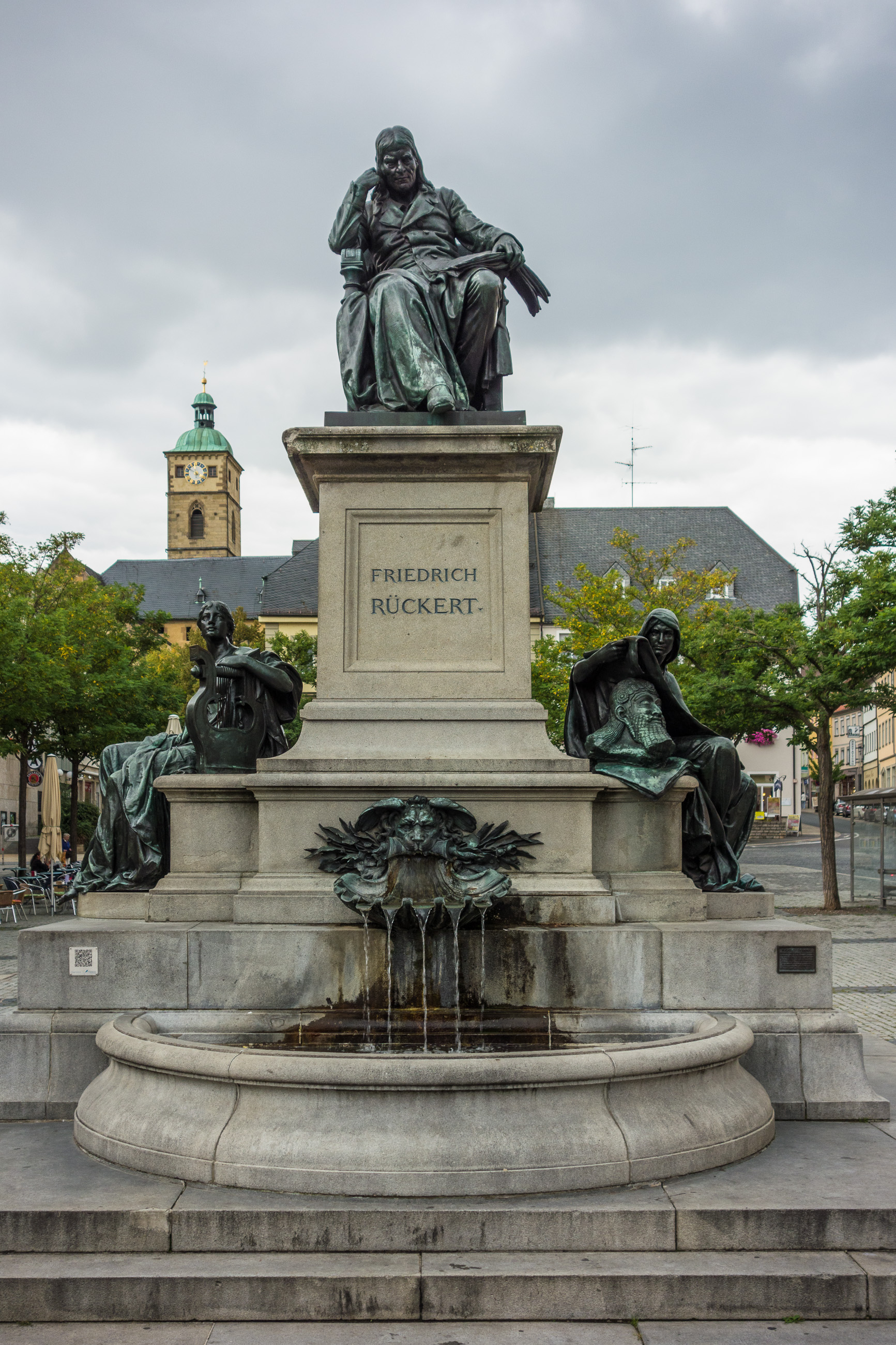
Památník F. Rückerta ve Schweinfurtu